# Martin Großmann
Martin Großmann (* 8. Januar 1971 in Recklinghausen) ist ein deutscher Kabarettist und Schauspieler.

## Leben
Martin Großmann lebt seit 1977 in Niederbayern. Nach der Ausbildung zum Großhandelskaufmann und späterem Studium der Grundschulpädagogik, Politikwissenschaft und Philosophie an der Universität Passau trat er den Theatergruppen „Spielwerk“ und „Dejà Vu“ bei und startete 1998 mit „Mettwurst“ sein Soloprogramm. 2003 verkörperte er die Werbefigur Max in einigen Werbespots für die FC Bayern-Karte der HypoVereinsbank.
Martin Großmann wohnt in Passau.

## Bühnenprogramm
- Mettwurst (1998)
- Zeltwache (2002)
- Der Hilfssheriff von Bulldog-City (2006)
- Des Wahnsinns fette Beute (Best Of) (2008)
- Trüffelschweine (2011)
- Krafttier Grottenolm (2016)

## Film und Fernsehen (Auswahl)
- 2002/2004: „Auffahrt Nockherberg“ (mit Bruno Jonas und Andreas Giebel)
- 2004: München 7
- 2004: Porträt in „Aus Schwaben und Altbayern“ (Bayerisches Fernsehen)
- 2008: Die Rosenheim-Cops („Tonis letzter Ton“)